# مينا لي
مينا لي هي لاعبة غولف كورية جنوبية، ولدت في 25 ديسمبر 1981 في جونجو في كوريا الجنوبية.

## وصلات خارجية
- مينا لي على موقع رابطة لاعبات الغولف المحترفات (الإنجليزية)